# Höegh Grace
Höegh Grace – плавуча установка з регазифікації та зберігання (Floating storage and regasification unit, FSRU) зрідженого природного газу (ЗПГ), споруджена для норвезької компанії Höegh.

## Загальні дані
Судно спорудили в 2016 році на верфі південнокорейської Hyundai Heavy Industries в Ульсані (при цьому на етапі будівництва воно певний час носило назву Höegh Challenger).
Розміщена на борту Hoegh Grace регазифікаційна установка здатна видавати 14,1 млн м3 на добу, а зберігання ЗПГ відбувається у резервуарах загальним об’ємом 170000 м3. За необхідності, судно може використовуватись як звичайний ЗПГ-танкер.
Höegh Grace обладнане двопаливними двигунами розробки фінської компанії Wartsila загальною потужністю 40,4 МВт.

## Історія служби
Кілька місяців після спорудження судно використовували як ЗПГ-танкер. 
В листопаді 2016-го Höegh Grace прибуло до розташованого на Карибському морі колумбійського порту Картахена, де узялось за виконання 20-річного контракту з компанією Sociedad Portuaria El Cayao, створеною спеціально для реалізації проекту терміналу ЗПГ Картахена.